# Johann Jakob Heckel
Johann Jakob Heckel (23 de enero de 1790, 1 de marzo de 1857) fue un taxidermista, zoólogo e ictiologo nacido en Mannheim en el Electorado del Palatinado. Falleció en Viena a la edad de 67 años.

## Vida
Aunque no recibió estudios formales en zoología, se labró una sólida reputación que le permitió llegar a ser el director de la Colección de los Peces del Museo de Historia Natural de Viena. No era un viajero o explorador como muchos de los científicos de la época, permaneció en Viena, donde estudió y catalogó las muestras que le enviaban. Los peces fueron su especialidad y trabajó con muchos de los más grandes ictiólogos de su tiempo como Cuvier, Valenciennes, Bonaparte, Müller y Troschel.
Escribió más de 60 obras, la más notable de las cuales es "Los peces de agua dulce de la monarquía del Danubio austríaco". Trabajó en ella durante más de 24 años, pero murió antes de su publicación final, muy probablemente a causa de unas bacterias a las que estuvo expuesto para obtener un esqueleto de un cachalote muerto.